# Rokonok
Rokonok è un film del 2006 diretto da István Szabó.